# Бульмон
Бульмон  (швед. Bolmån) — річка на півдні Швеції, найбільша, права, притока річки Лаган. Довжина річки становить 25 км, разом з річкою Стурон, що впадає у озеро Бельмен, — 170 км, площа басейну  — 2100 км².
На річці побудовано 1 ГЕС встановленою потужністю 4,6 МВт та середнім річним виробництвом 13 млн кВт·год. Також 1 ГЕС побудовано у басейні Бульмон між озерами Уннен і Больмен встановленою потужністю 0,14 МВт й з середнім річним виробництвом 0,45 млн кВт·год.